# Diego Godín
Diego Roberto Godín Leal (født 16. februar 1986 i Rosario, Uruguay) er en tidligere uruguayansk fodboldspiller, der spiller som forsvarsspiller, for Porongos.

## Landshold
Godín spillede 161 kampe og scorede otte mål for Uruguays landshold, som han debuterede for i 2005 i et opgør mod Mexico. Han var i 2007 med til at føre holdet frem til semifinalen ved Copa América og var også med til at blive nr. 4 ved VM i 2010 i Sydafrika.